# Mount Oku
Mount Oku, eller Kilum-bjerget, er den største vulkan i Oku-massivet i Camerouns vulkanske linje, der ligger i Okuområdet på det vestlige højplateau i Cameroun. Det er det næsthøjeste bjerg på det centralafrikanske fastland. Stratovulkanen når en højde på 3.011 over havets overflade og er gennemskåret af en stor caldera.

## Geologi
Nogle af klipperne er fra 24,9 til 22,1 millioner år gamle, men der har været aktivitet fra meget nyere tid. Bjerget er dannet af basaltisk og hawaiitisk lava, efterfulgt af trakytter og senere af store mængder trakyttiske og rhyolitiske ignimbriter med en tykkelse på op til 1.000 m. Yderligere trakytiske lavaer, tuffs og breccier blev dannet, og den seneste fase skabte pyroklastiske kegler og eksplosionskratere. Et af disse rummer nu Okusøen.

## Økologi
Et lille tørvemos-habitat med tilhørende vådområdeplantearter blev i 1997 opdaget i 2.900 meters højde, nær toppen af vulkanen, den højeste sphagnum-højmose i Vestafrika. Dette område omfatter adskillige plantearter, der er endemiske for Kilum-Ijimområdet, og er af ekstremt høj bevaringsmæssig betydning. De 200 km2 skove i Kilum-Ijim-området omkring bjerget danner det største tilbageværende område af montan skov i Vestafrika, og er et vigtigt levested for endemiske dyre- og plantearter. Skoven er i fare, da den er omgivet af en høj tæthed af beboelser. BirdLife International og Miljø- og Skovbrugsministeriet driver i fællesskab Kilum-Ijim-skovprojektet, for at bevare skovens bioom og opretholde biodiversiteten.
Hovedparten af Kilum-Ijim området er over 2.000 meter i højden og består af bjergskov blandet med bjerggræsarealer og subalpine samfund. I lavereliggende områder er det meste af den submontane skov ryddet til landbrug. Baseret på satellitbilleder, gik omkring halvdelen af skoven tabt mellem 1958 og 1988, selvom regenereringen begyndte kort efter, at bevaringsprojektet blev startet i 1987. Siden da har der været en støt genopretning af skovreservatet. Truede endemiske arter, der udelukkende findes på Mount Oku, omfatter Mount Oku-hylomyscus, Dieterlens børstehårsmus, Lake Oku-kløfrøen, Crotaphatrema lamottei, Mount Oku-caecilian og tudsen Wolterstorffina chirioi. Græslandet over skovbæltet er hjemsted for den endemiske Mittendorfs stribede græsmus (Mittendorf's lemniscomys).